# Гридина (деревня)
Гридина (Гридино) — деревня в Карачевском районе Брянской области, в составе Бошинского сельского поселения. 

Расположена в 1 км к югу от села Бошино.
Население — 2 человека (2010).

## История
Упоминается с XVII века в составе Подгородного стана Карачевского уезда. В XVIII—XIX вв. — владение Гридиных, Гриневых и других помещиков; состояла в приходе села Бошино.
До 1929 года входила в Карачевский уезд (с 1861 — в составе Бошинской волости, с 1924 в Вельяминовской волости). 
 С 1929 в Карачевском районе (Бошинский сельсовет, с 2005 — сельское поселение).

## Население
| Годы      | 1866 | 1887 | 1926 | 1979 | 1989 | 2002 | 2010 |
| --------- | ---- | ---- | ---- | ---- | ---- | ---- | ---- |
| Население | 60   | 100  | 164  | 12   | 8    | 7    | 2    |